# Referendum in Germania Est del 1951
Il 5 giugno 1951 si tenne un referendum sulla militarizzazione e sulla pace nella Repubblica Democratica Tedesca. Il quesito era il seguente: "Siete contrari alla rimilitarizzazione della Germania e a favore della firma di un trattato di pace con la Germania nel 1951?". L'affluenza fu del 99,42%. Il sì ottenne il 95,98% dei voti. 

## Risultati
| Opzione                 | Voti       | %     |
| ----------------------- | ---------- | ----- |
| A favore                | 13 034 477 | 95.98 |
| Contro                  | 546 622    | 4.02  |
| Schede bianche/nulle    | 37 625     | –     |
| Total                   | 13 618 724 | 100   |
| Elettorato/affluenza    | 13 700 000 | 99.42 |
| Fonte: Direct Democracy |            |       |